# Jef Planckaert

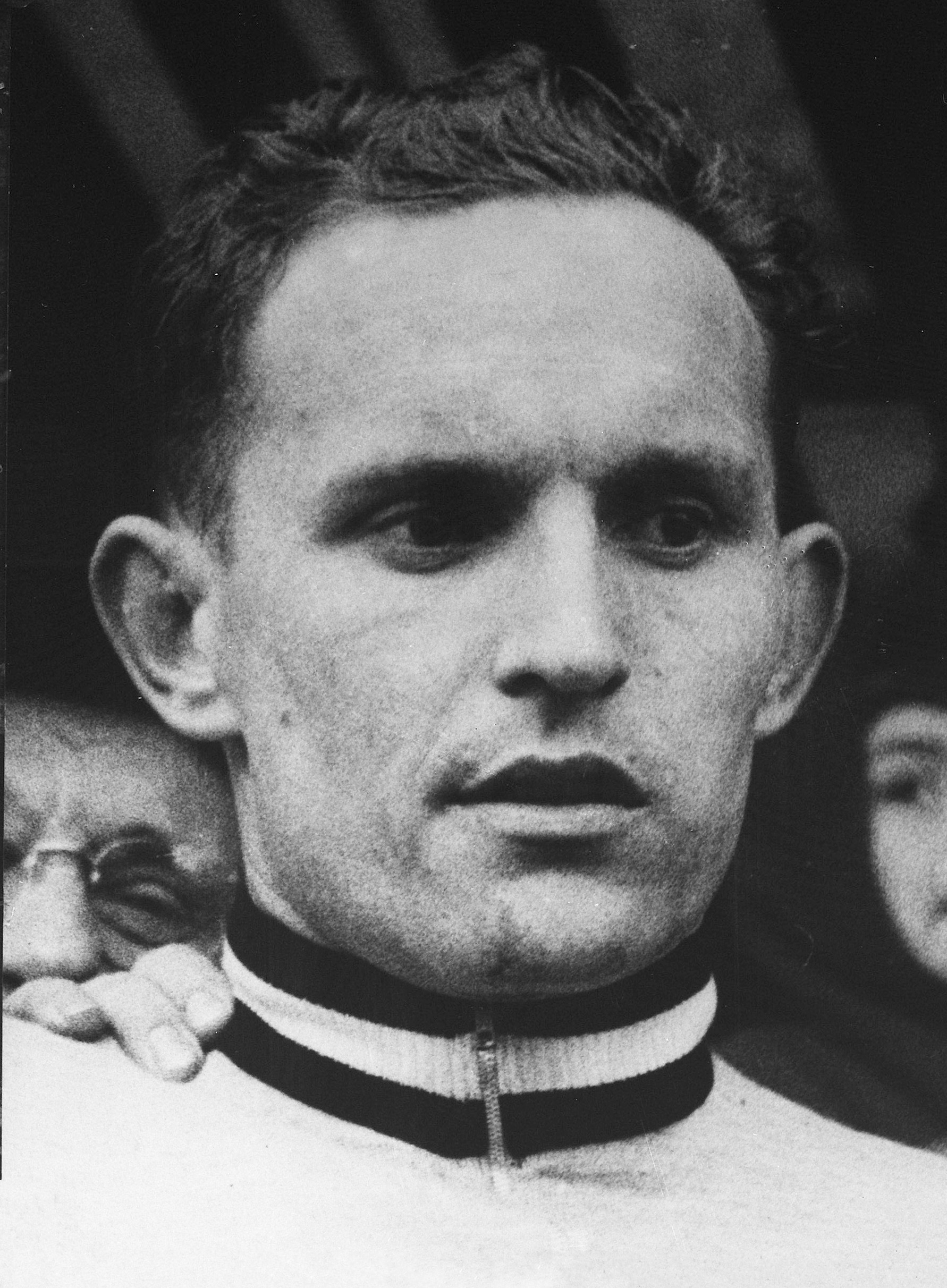
Jef Planckaert, 1961

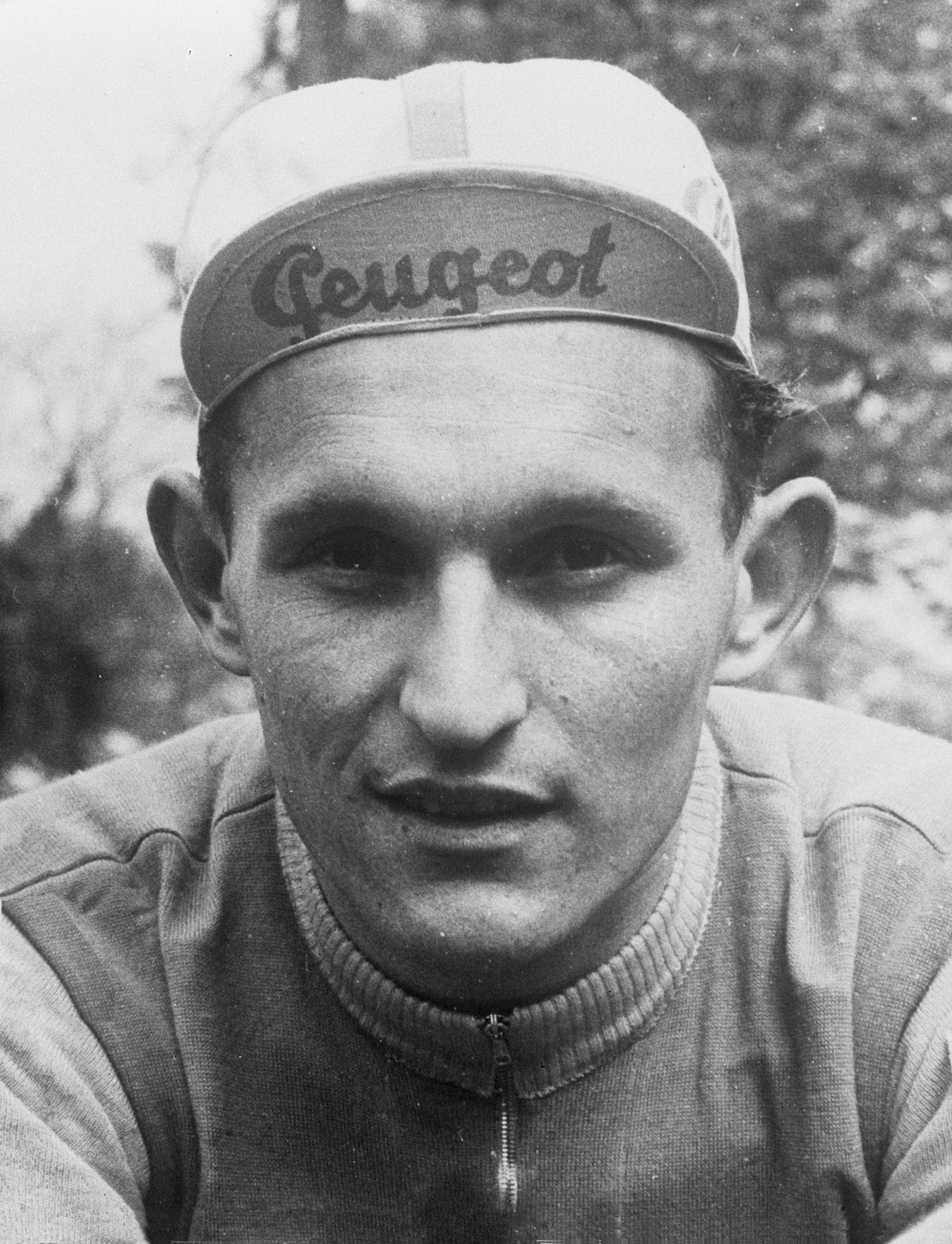
Jef Planckaert, 1962

Joseph „Jef“ Planckaert (* 5. Mai 1934 in Poperinge, Belgien; † 22. Mai 2007 in Otegem, Belgien) war ein professioneller Radrennfahrer. Er gilt als einer der besten belgischen Radsportler der späten 1950er und frühen 1960er Jahre.
Unmittelbar nach seinem Sieg im Rennen der Amateure von Brüssel nach Lüttich 1954 wurde er Berufsfahrer. Planckaert gewann während seiner elfjährigen Karriere von 1954 bis 1965 die Radsportklassiker Lüttich–Bastogne–Lüttich und Paris–Nizza sowie die Halbklassiker Omloop Het Volk einmal und Kuurne–Brüssel–Kuurne zweimal. Sein größter Erfolg war der zweite Platz in der Gesamtwertung der Tour de France 1962, bei der er sieben Tage lang das Gelbe Trikot trug. Zudem konnte er bei der Tour de France 1961 eine Etappe gewinnen und beendete die Rundfahrt insgesamt sechs Mal unter den besten 20 Fahrern. In der Tour de France 1961 gewann er die Sonderwertung Souvenir Henri Desgrange. Insgesamt konnte er in seiner Karriere über 50 Erfolge feiern. Seine beste Saison hatte er im Jahr 1962, als er den zweiten Platz in der Super-Prestige-Pernod-Wertung, einem Vorgänger des Rad-Weltcups, belegte.
Der Flame starb am 22. Mai 2007 im Alter von 73 Jahren nach einer langen und schweren Krankheit.

## Erfolge
| 1954 - Grand Prix d’Isbergues 1955 - Kuurne–Brüssel–Kuurne 1957 - Gesamtwertung Vier Tage von Dünkirchen 1958 - Omloop Het Volk 1959 - Nationale Sluitingsprijs | 1960 - Kuurne–Brüssel–Kuurne - Gesamtwertung Vier Tage von Dünkirchen - 4. Etappe Deutschland-Rundfahrt 1961 - 6. Etappe Tour de France 1962 - Gesamtwertung Paris–Nizza - Lüttich–Bastogne–Lüttich - Gesamtwertung Luxemburg-Rundfahrt - Belgischer Meister – Straßenrennen - Gesamtwertung Paris–Saint-Étienne 1963 - Gesamtwertung Vier Tage von Dünkirchen |